# Distretto di Otuke
Il distretto di Otuke è un distretto dell'Uganda, situato nella Regione settentrionale.